# Стальная Крыса спасает мир
Стальная Крыса спасает мир (англ. The Stainless Steel Rat Saves the World) — фантастический роман американского писателя Гарри Гаррисона, входящий в серию Стальная Крыса. Шестой по внутренней хронологии серии. Издан в 1972 году.

## Сюжет
Преступник из далекого будущего, «Он», пытается стереть Специальный корпус из его временной линии. Джим отправляется на Землю 1975 года, а затем в наполеоновскую Англию, чтобы помешать уничтожить временную линию, но обнаруживает, что его собственные действия могли привести к появлению «Он».